# Zivil-Ehrenmedaille

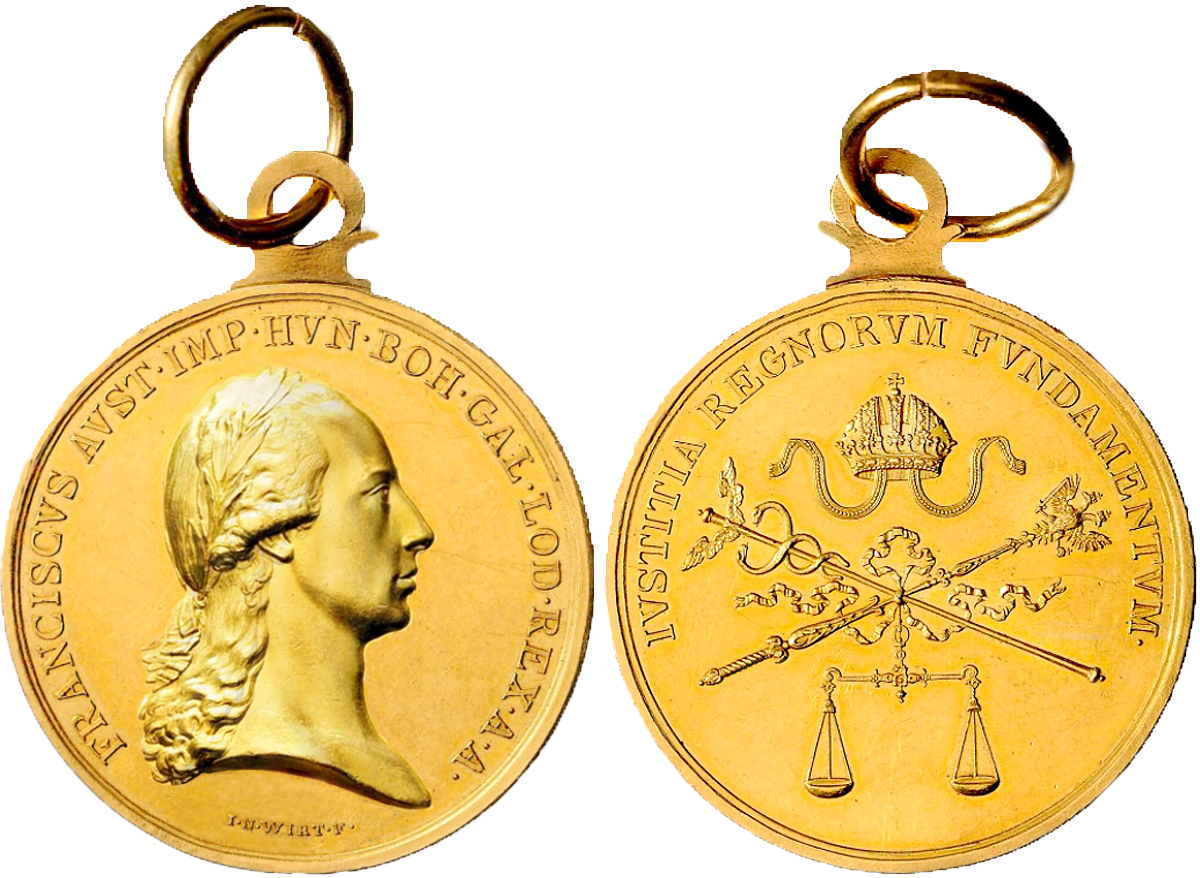
Medalla correspondiente ala versión del emperador Francisco I de Austria.

La Goldene Zivil-Ehrenmedaille fue una condecoración otorgada por los emperadores del Sacro Romano Imperio y después por los emperadores de Austria.

## Historia
La medalla surgió en el reinado de Carlos VI a principios del siglo XVIII como distinción destinada a protestantes y personas no nobles, en contraposición a la orden del Toisón de Oro (de la que se acababa de formar su rama austríaca). A principios del siglo XIX le fue otorgada al compositor Antonio Salieri, en su versión grande y con cadena. 

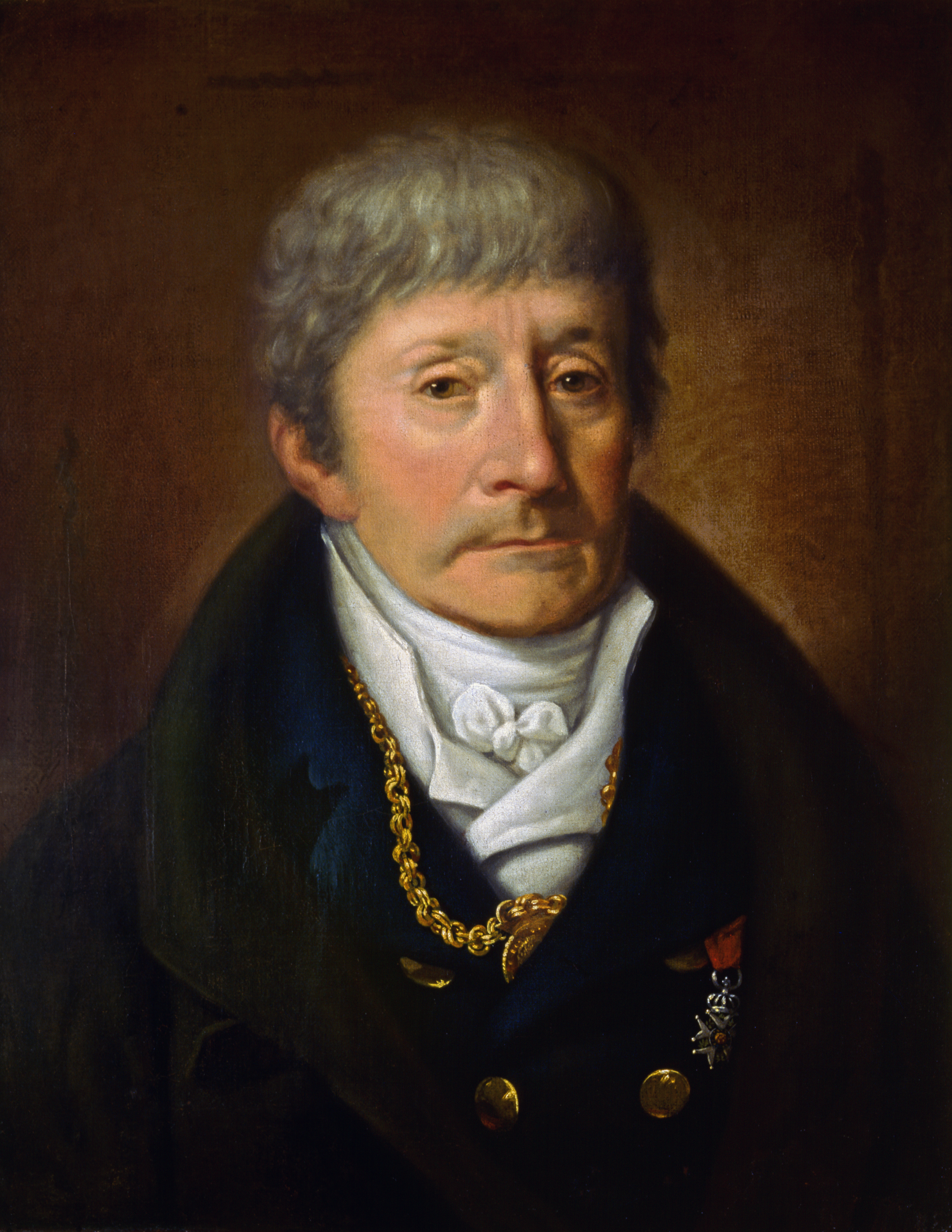
El compositor Salieri con la medalla en su categoría grande con cadena.

Dejó de otorgarse desde el fin del reinado de Fernando I de Austria. Su sucesor, Francisco José I de Austria crearía la orden imperial de Francisco José que vendría a sustituir como condecoración de mérito a la Zivil-Ehrenmedaille.

## Descripción
Cada nuevo soberano fijaba el diseño de su medalla al inicio de su reinado. En su mayoría tenían forma circular, aunque la de Carlos VI presentó una forma ovalada.
En el anverso presentaba el busto del soberano, de perfil mirando a la derecha. Alrededor del busto se disponía una inscripción apocopada con el nombre y títulos del monarca.
El reverso presentaba el lema y emblema elegidos por el emperador al inicio de su monarca.

## Estructura
En su última etapa, hacia la década de 1830 la medalla se concedía en diversas categorías según su material, su tamaño y el elemento utilizado para llevarla colgada:
- Gran medalla de oro con cadena[2]
- Gran medalla con cinta
- Medalla media de oro con cinta
- Medalla pequeña de oro con cinta
- Gran medalla de plata con cinta
- Medalla pequeña de plata con cinta.[3]